# Elfridaia ebomae
Elfridaia ebomae är en kackerlacksart som beskrevs av Shaw 1925. Elfridaia ebomae ingår i släktet Elfridaia och familjen jättekackerlackor. Inga underarter finns listade i Catalogue of Life.